# Jacques Roux
Jacques Roux (1752 – 1794) va ser un clergue catòlic i polític radical de la Revolució Francesa. De manera hàbil va exposar els ideals de la democràcia popular i la societat sense classes als sans-culottes i a la classe treballadora, radicalitzant-los i convertint-los en una força poderosa.
Roux es va alinear amb la facció política dels Enragés, i va lluitar per a aconseguir un igualitarisme econòmic en la societat conduint també els sans-culottes contra els Jacobins.
Roux havia estat amic de Jean-Paul Marat, però aquest es girà contra ell en els seus escrits del periòdic L'Ami du peuple. El 7 de juliol de 1793 els enemics de Roux van utilitzar la vídua Elizabeth Marguerite Hébert contra ell. L'agost de 1793, Roux va ser arrestat pel càrrec de malversació dels diners de la vídua Hébert i d'una altra vídua, la senyora Beaurepaire. El 5 de setembre de 1793, Roux va ser portat a la presó.

## Mort
El 14 de gener de 1794, Roux va ser informat que el seu cas seria jutjat pel Tribunal Revolucionari. Roux, en sentir la notícia, es va intentar suïcidar amb un ganivet; i finalment ho aconseguí, a la presó, el 10 de febrer de 1794.